# داگلاس ال. پترسون
داگلاس ال. پترسون، (به انگلیسی: Douglas L. Peterson) (زاده ۱۹۵۹) کارآفرین، بازرگان و مدیر ارشد اجرایی آمریکایی است، که در حال حاضر به‌عنوان مدیر عامل اجرایی شرکت مک‌گرا-هیل فعالیت می‌کند.